# Stadio Ezio Scida
Stadio Ezio Scida este un stadion de fotbal din Crotone, Italia. Aici se desfășoară meciurile de pe teren propriu ale echipei F.C. Crotone. Stadionul are o capacitate de 16.547 de locuri.